# Josefa Chamorro
Josefa Chamorro, también conocida como Chepa Chamorro (Granada, Nicaragua 1778-Granada, 30 de mayo de 1843), fue una heroína de las insurrecciones independentistas de Nicaragua que tuvieron lugar entre el 22 de diciembre de 1811 y 25 de abril de 1812. Su nombre figura en el obelisco de la Plazuela de los Leones, en Granada, que conmemora a los héroes y heroínas de la independencia de Centroamérica, así como en el soneto del poeta nicaragüense Enrique Fernández Morales.

## Biografía
Josefa Chamorro fue una mujer de la alta sociedad nicaragüense. Hija de Rafaela Occonor y Salafranca y póstuma del sargento mayor don Diego de Chamorro de Sotomayor y Murga de Villavicencio, que falleció meses antes de su nacimiento. Josefa Chamorro se casó en dos ocasiones, primero con José Francisco Vega, y más tarde con José Ignacio Argüello. Su fortuna era considerada una de las más importantes de Granada y Chontales. Falleció el 30 de mayo de 1843, a los 65 años de edad. Fue sepultada en la nave central de la antigua parroquia de Granada, en el centro del Arco Toral.

## Participación en la insurrección
El reputado historiador nicaragüense Tomás Ayón documenta que Josefa Chamorro fue encarcelada por colaborar con la resistencia de la ciudad de Granada contra las tropas del Rey entre el 22 de diciembre de 1811 y el 25 de abril de 1812. Como consecuencia de su apoyo a este levantamiento, además de la privación de libertad, Chamorro fue castigada con la confiscación de sus bienes. En concreto, los cargos que se le imputaron fueron los de haber puesto su casa a disposición de los insurgentes para que sirviera de cuartel y lugar de almacenamiento de pólvora y sacos de metralla empleados en la mañana del 21 de abril, así como espacio para reuniones políticas de caudillos revolucionarios. Estas acciones también se recogen en la Guía ilustrada de Granada, editada en 1941 por Rodolfo Poessy.
En reconocimiento a este apoyo, su nombre figura en una de las planchas de mármol del Obelisco de la Independencia, situado en la Plazuela de los Leones de la ciudad de Granada. Su consideración de heroína popular también viene avalada por el soneto que el poeta Enrique Fernández Morales le dedicó en 1960 en su obra Retratos. 

Joya tan rara, nunca las miradas envidiaron en manos de azucenas. No es de oro, en Ley, esta cadena, que la Ley ciñó en manos delicadas. Al desaire las trenzas perfumadas, alta la frente, pose y serena, como su fuera al baile y la verbena, de mantilla y de manos enjoyadas, entre el hosco estupor de las aceras, rugen aires de incendio, ose fieras, cuando pasan los altos purpurados y reina en fin en pos de la justicia, doña Chepa Chamorro, la patricia, camina entre dos filas de soldados.
Enrique Fernández Morales. Retratos, 1960.

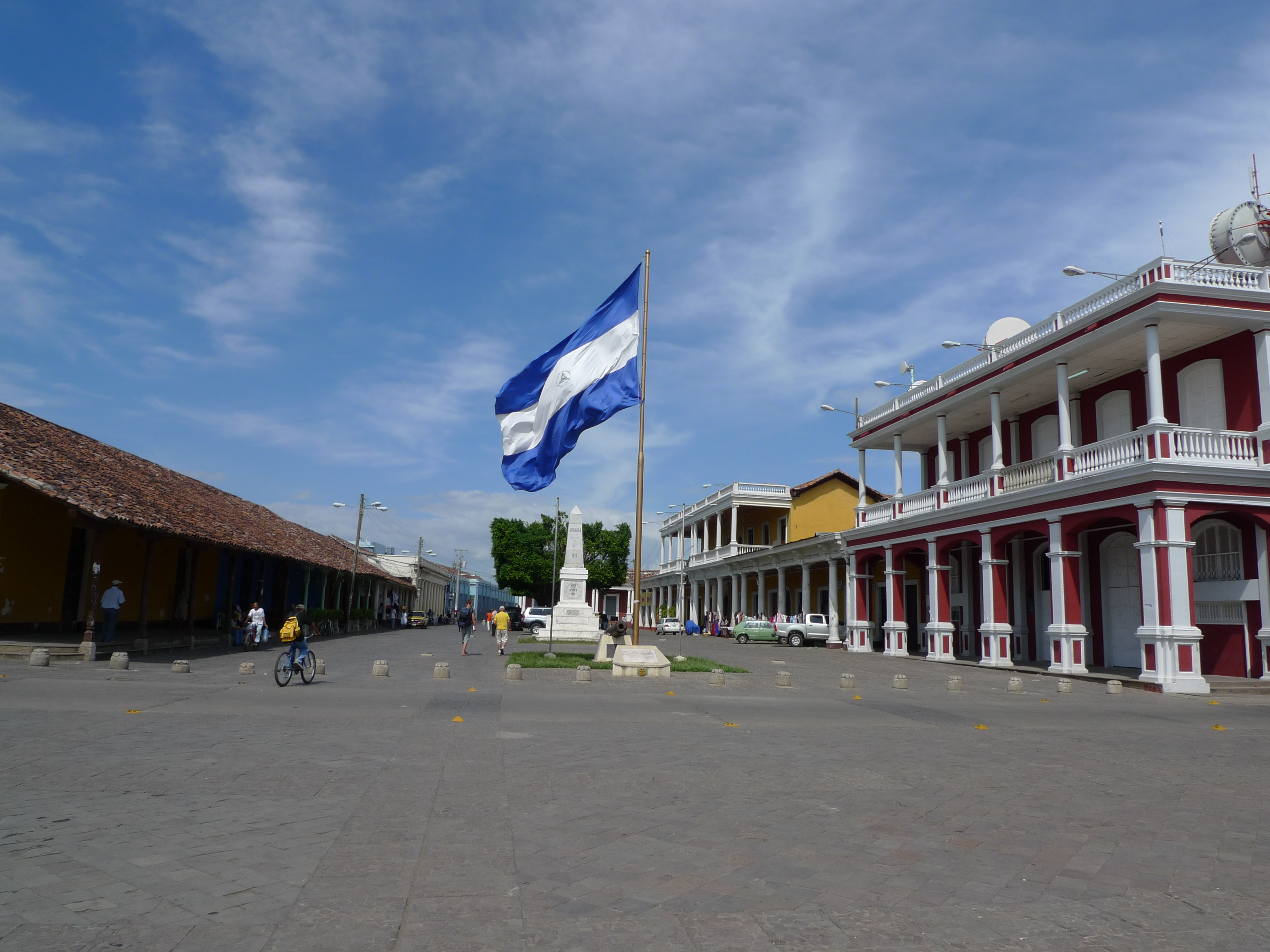
Plaza de la Independencia y Plazuela de los Leones, en Granada (Nicaragua)

Sin embargo, a pesar de estos reconocimientos, su participación en dicha revolución ha sido puesta en duda por algunos historiadores, al no encontrarse la documentación relativa a la causa. En otros foros intelectuales, por el contrario, se reivindica su figura, e incluso se denuncia que su nombre aparezca en la placa trasera del obelisco conmemorativo de la independencia y no en un lugar más principal. Así mismo, se le atribuye una participación activa en el levantamiento junto a Juan Argüello y Manuel Antonio de la Cerda en la declaración de independencia de la ciudad de Granada respecto de España y de León, indicando que Josefa Chamorro y el párroco de la ciudad fueron quienes leyeron el bando de independencia, lo que le supuso compartir cárcel con otros insurgentes en la Costa Atlántica de Honduras.